# Lejondal

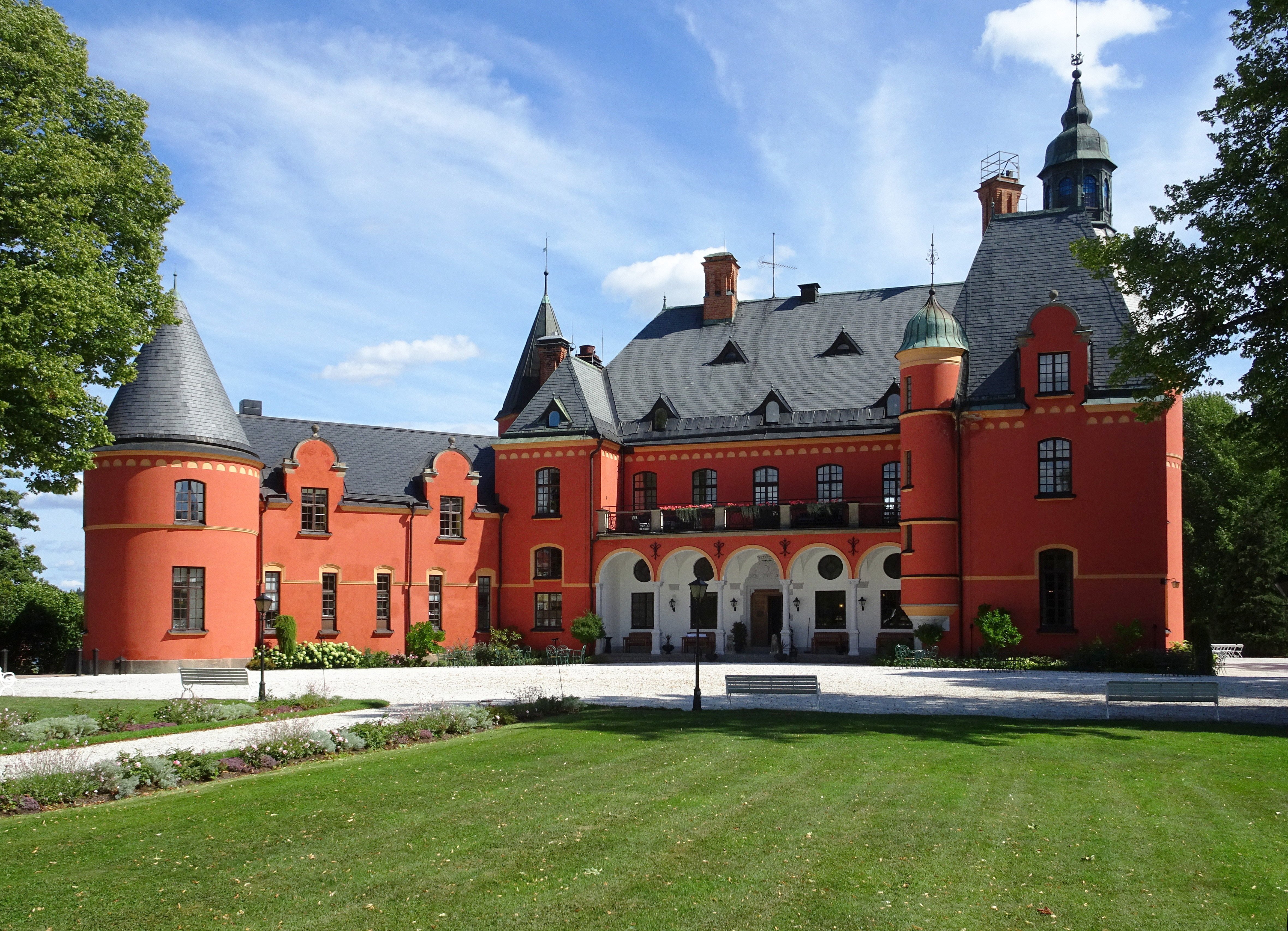
Lejondals slott, 2018.

Lejondal (även kallad Lejondals slott) är en slottsliknande herrgård vid västra stranden av Lejondalssjön i Bro socken, Upplands-Bro kommun, Stockholms län. På platsen finns både den äldre herrgårdsbyggnaden från 1800-talets början samt slottet från 1890-talet som ritades av arkitekten Isak Gustaf Clason.

## Historik

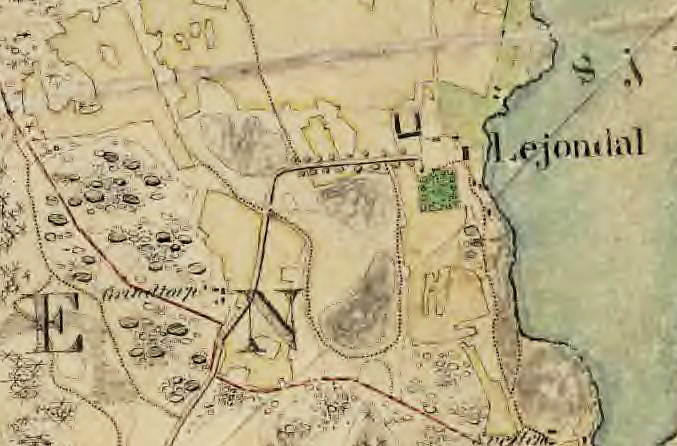
Lejondal på 1860-talet med den gamla herrgården, innan slottet byggdes.

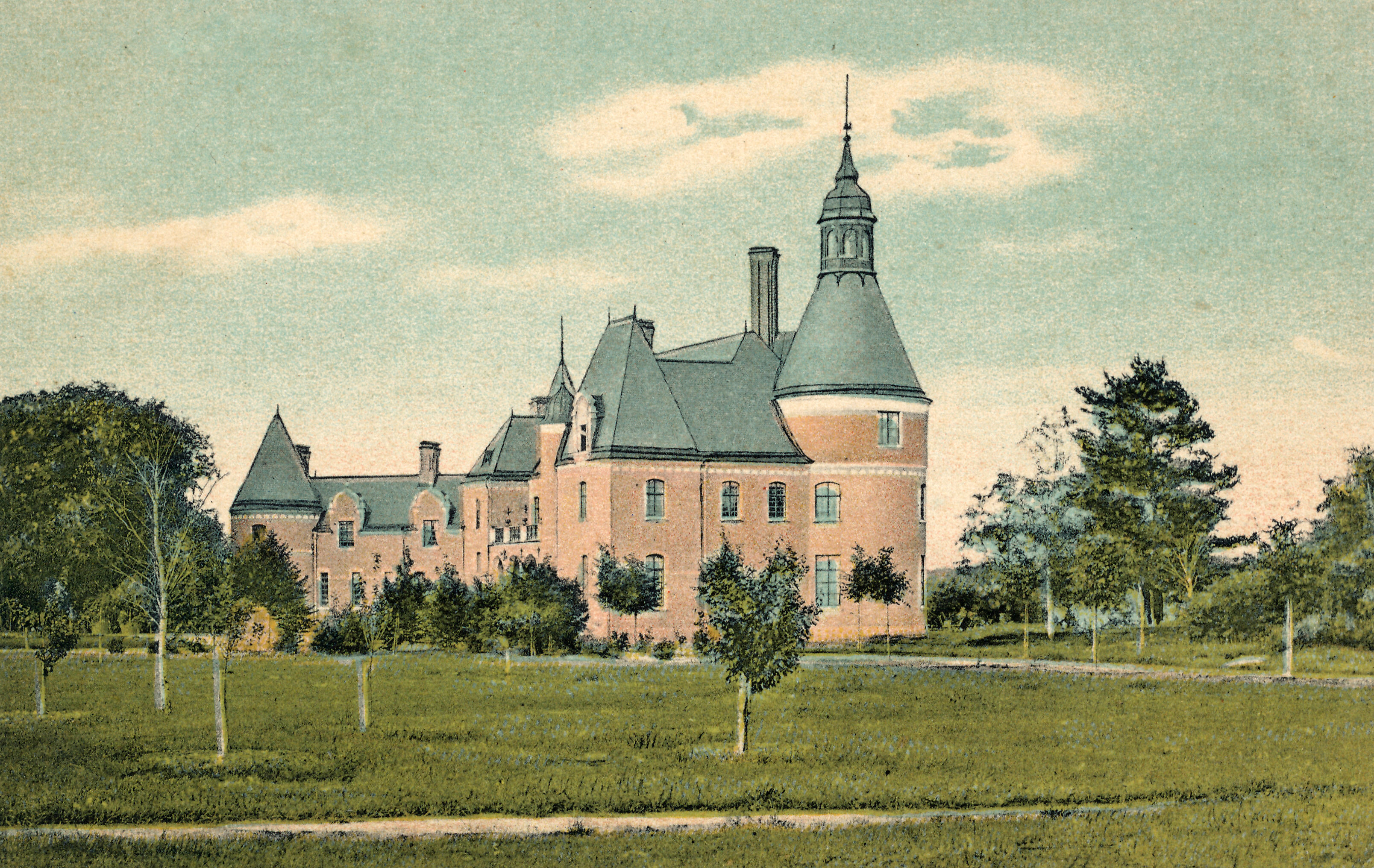
Slottet vid sekelskiftet 1900.

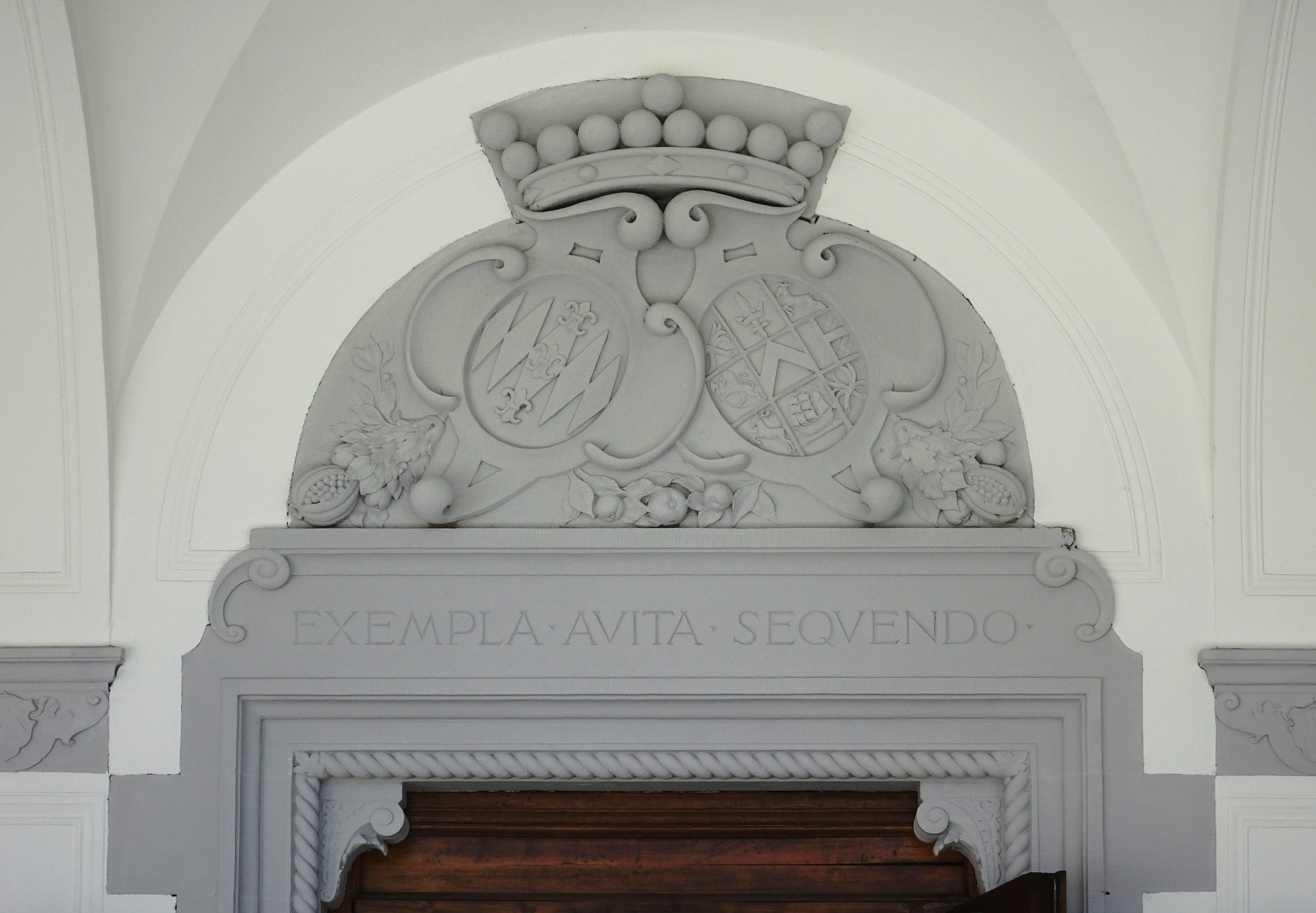
Över huvudportalen märks De Geers och Sparres vapensköldar samt valspråket: Exempla Avita Seqvendo.

Lejondal har existerat åtminstone sedan tidigt 1400-tal. Egendomen kallades då Bro-Lövsta och ägdes av Sveriges dåvarande drottning, Filippa av England. Namnet Lejondal myntades först på 1600-talet efter att dess ägare, Erik Abrahamsson Leijonhuvud, uppkallade egendomen efter sig själv. På 1700-talet innehades Lejondal av Gustaf Funck och Jacob Radhe Gripenstedt.
Landshövdingen Eric Samuel Sparre köpte godset 1810. År 1843 ärvdes Lejondal av sonen, Erik Josias Sparre, som var landshövding i Älvsborgs län och ägare till Brogård i Bro socken. På 1870-talet omfattade egendomen tre mantal frälsesäteri med sågkvarn och väderkvarn. Vid Erik Sparres död 1886 ärvdes egendomen av dottern Lovisa Sparre som föddes på Lejondal 1852, och gifte sig med friherre Louis De Geer av Leufsta.
Det var efter makens död 1887 som grevinnan Lovisa De Geer (tidigare Sparre) lät uppföra den nuvarande huvudbyggnaden, "slottet". Den stora egendomen hade då delats upp mellan Lovisa (som fick Lejondal) och hennes bror Johan Sparre (som fick Brogård). Bevarade brev från henne till arkitekten Isak Gustaf Clason visar att byggnaden huvudsakligen uppfördes mellan 1889 och 1891, men ännu 1898 var den inte fullt inredd. Lovisa De Geer flyttade in redan 1892 och gifte sig 1894 med Fredrik Rappe (1864–1929). Han gillade inte slottet som då blev familjens sommarvilla. Rappe försnillade även hustruns pengar och 1914 tvingades man sälja egendomen till den norske juristen Aall. Denne var bara intresserad av att sälja skogens timmer och lät slottet förfalla.
Nästa ägare var affärsmannen Axel Robert Bildt som förvärvade Lejondal 1918 och lät renovera och modernisera huvudbyggnaden. Meningen var att skänka egendomen till Röda korset som dock tackade nej. Lejondal var under Bildts tid en välskött och välkänd mönstergård. Slottet fungerade som Bildts privatbostad fram till hans död 1944, då egendomen såldes till Stockholms Stadsmission. Organisationen drev där ett gästhem fram till 1974. Sedan såldes Lejondal till Lars och Margaretha Hallen, som valde att använda slottet som konferenscenter. Lejondals slott och gods såldes 1994 till Lou Talamo. Talamo lät renovera löpande under 19 år och gav slottet tillbaka dess forna glans.
År 2013 tillträdde Ming Tat Wu som ägare. Han fortsatte att driva slottet som konferensanläggning men öppnade även upp för privatgäster och arrangerade bröllop. År 2022 blev Stockholm Meeting Selection, som ägs av Torbjörn Blomqvist, ny ägare till slottet. Blomqvist driver även fastighetsbolaget Manor House som förvaltar och utvecklar historiska kulturfastigheter. 

## Byggnader
Byggnaden, i dagligt tal kallad Lejondals slott, ritades av Isak Gustaf Clason och brukar i allmänhet betraktas som uppförd i "vasastil". Det finns visserligen detaljer som går att härleda till vasarenässansen, men det finns också tydliga influenser från till exempel Loiredalens slott i Frankrike. Den rödmålade stenbyggnaden består av en huvudvolym i två våningar med högrest skiffertäckt tak och ett markant, runt hörntorn som kröns av en lanternin. Mot norr ansluter en vinkelställd lägre flygel med ytterligare ett runt hörntorn. Byggnaden har vissa likheter med Hjularöds slott i Harlösa socken som Clason ritade ungefär samtidigt.
Interiört kan man finna inspiration från engelska slott och herrgårdar från 1500- och 1600-talen. Hela skapelsen med sina tinnar och torn är typisk för historicism, arkitekturstilen som rådde under 1800-talets andra hälft. Över huvudportalen, som är indragen under en arkad, märks de Geers och Sparres vapensköldar samt valspråket: Exempla Avita Seqvendo (Genom att följa förfädernas exempel). Familjens vapensköld förekommer överallt i husets dekorationer och Louise De Geers bröllopsmonogram finns i taket i Blå matsalen.
Norr om slottet ligger gårdens ursprungliga mangård, en gulmålad och panelad byggnad, som är förlängd med två pocher (låga sidoflyglar). Stället hette ursprungligen Löfsta. Nuvarande byggnad är förmodligen uppförd i början av 1800-talet på initiativ av landshövdingen Eric Samuel Sparre, som köpte godset 1810.
Ytterligare lite längre mot norr står gårdens ekonomibyggnader och stall som uppfördes i början av 1900-talet, men redan dessförinnan låg här gårdens ladugårdar. Ett ridhus byggdes 1994. Här har Lejondals Ryttarförening sin verksamhet. Föreningen startades 1994 och är i första hand inriktad på dressyr.

## Bilder

Exteriör
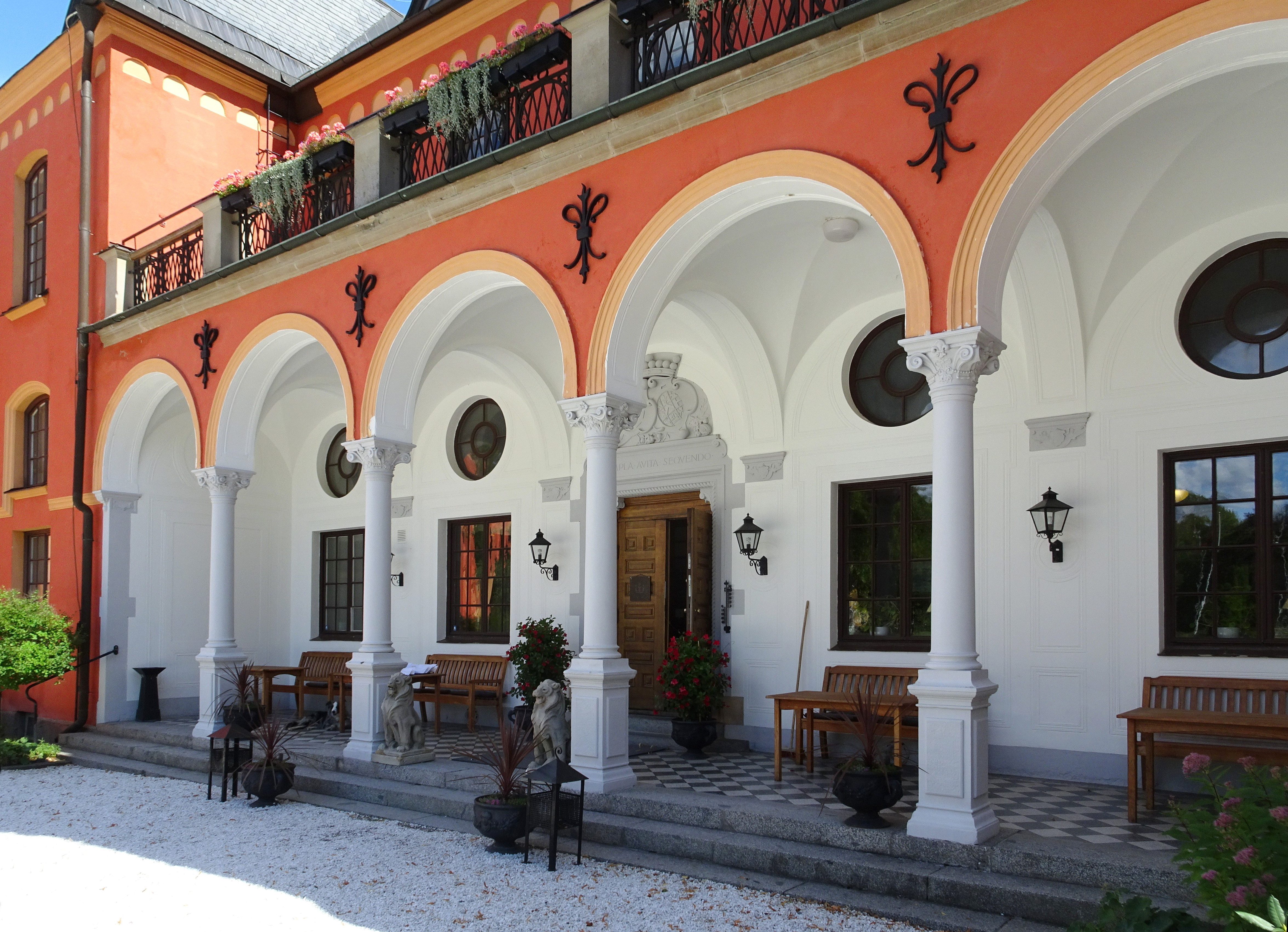
Entréarkaden
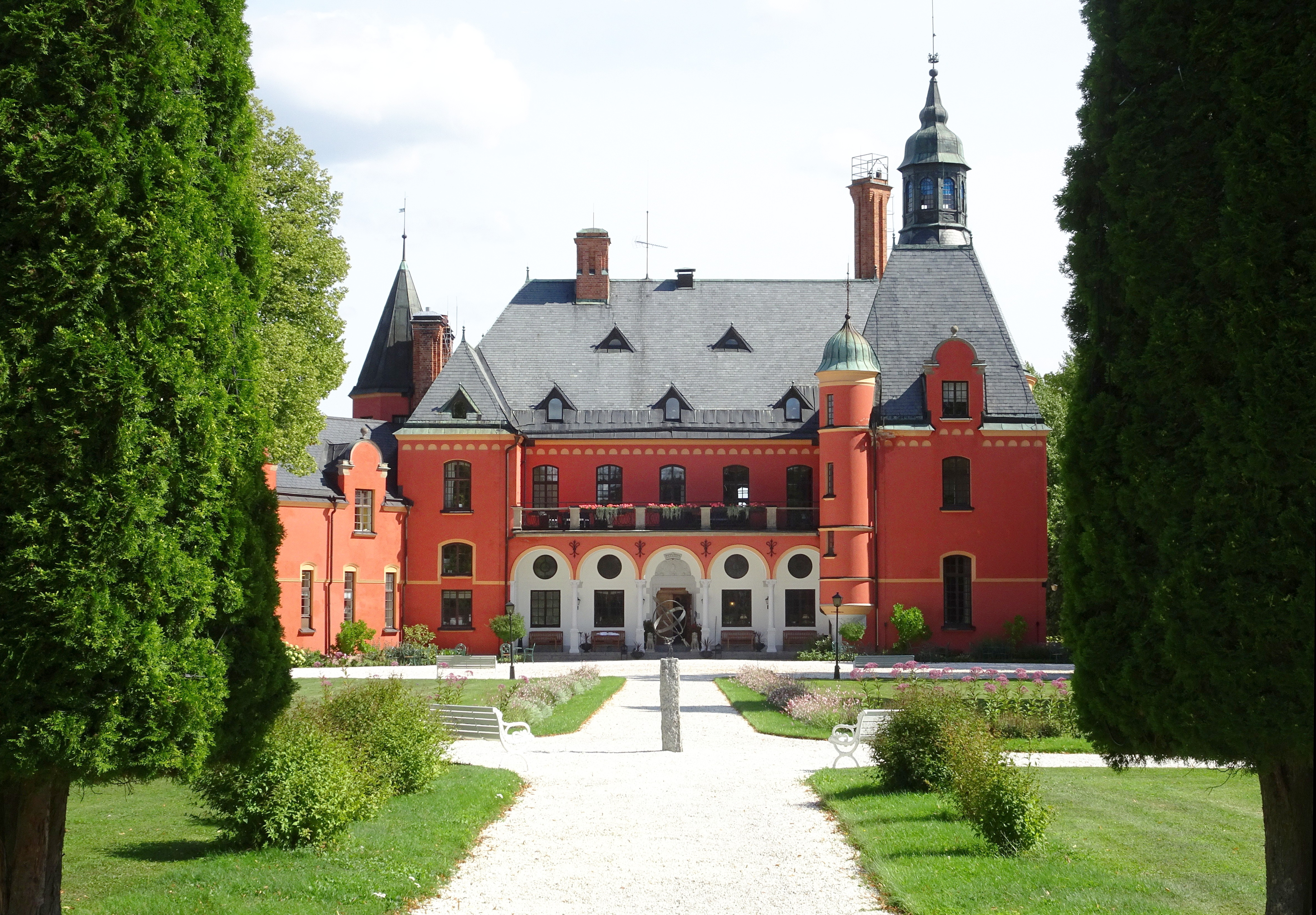
Centralgången och slottet
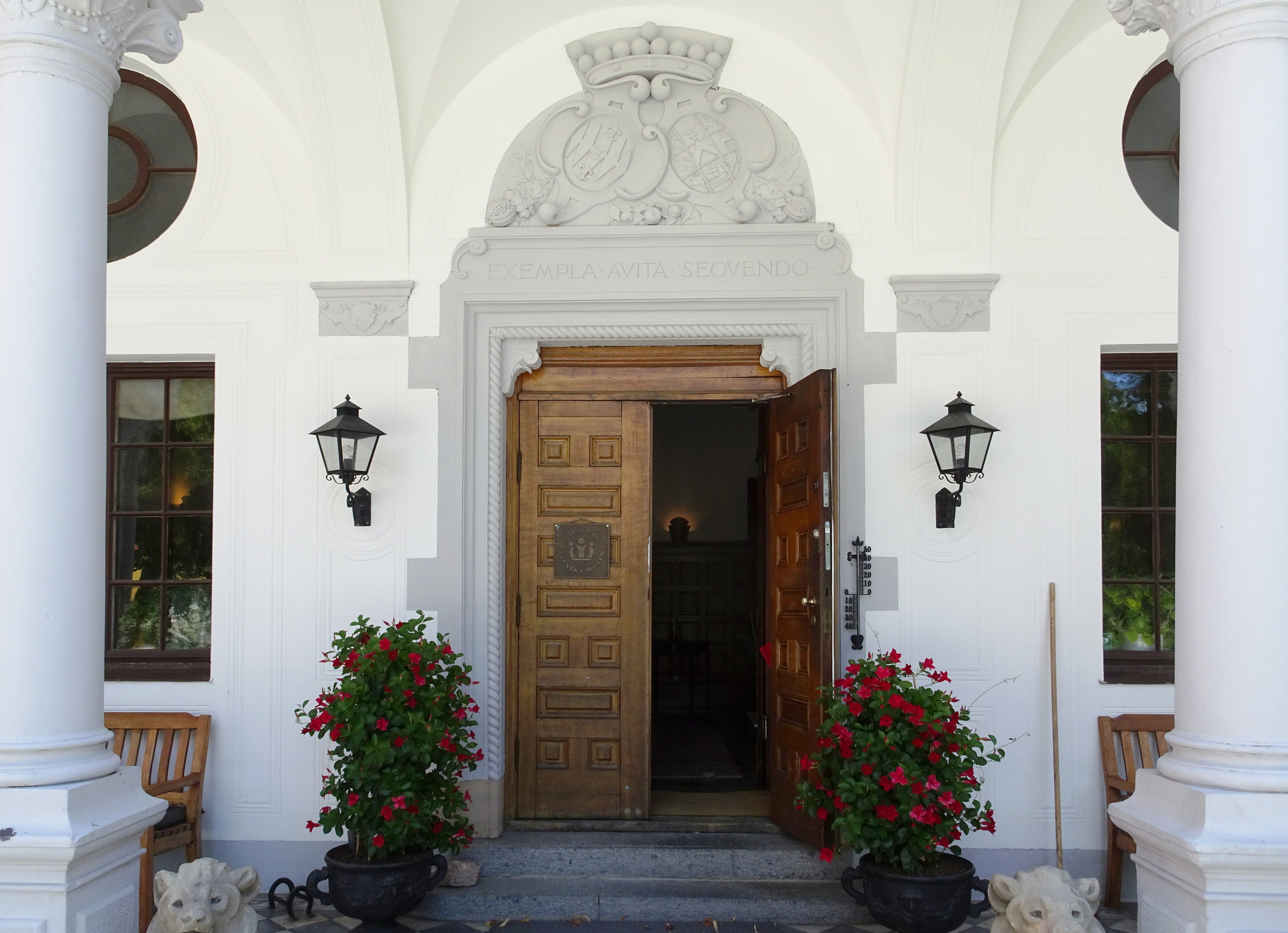
Huvudportalen
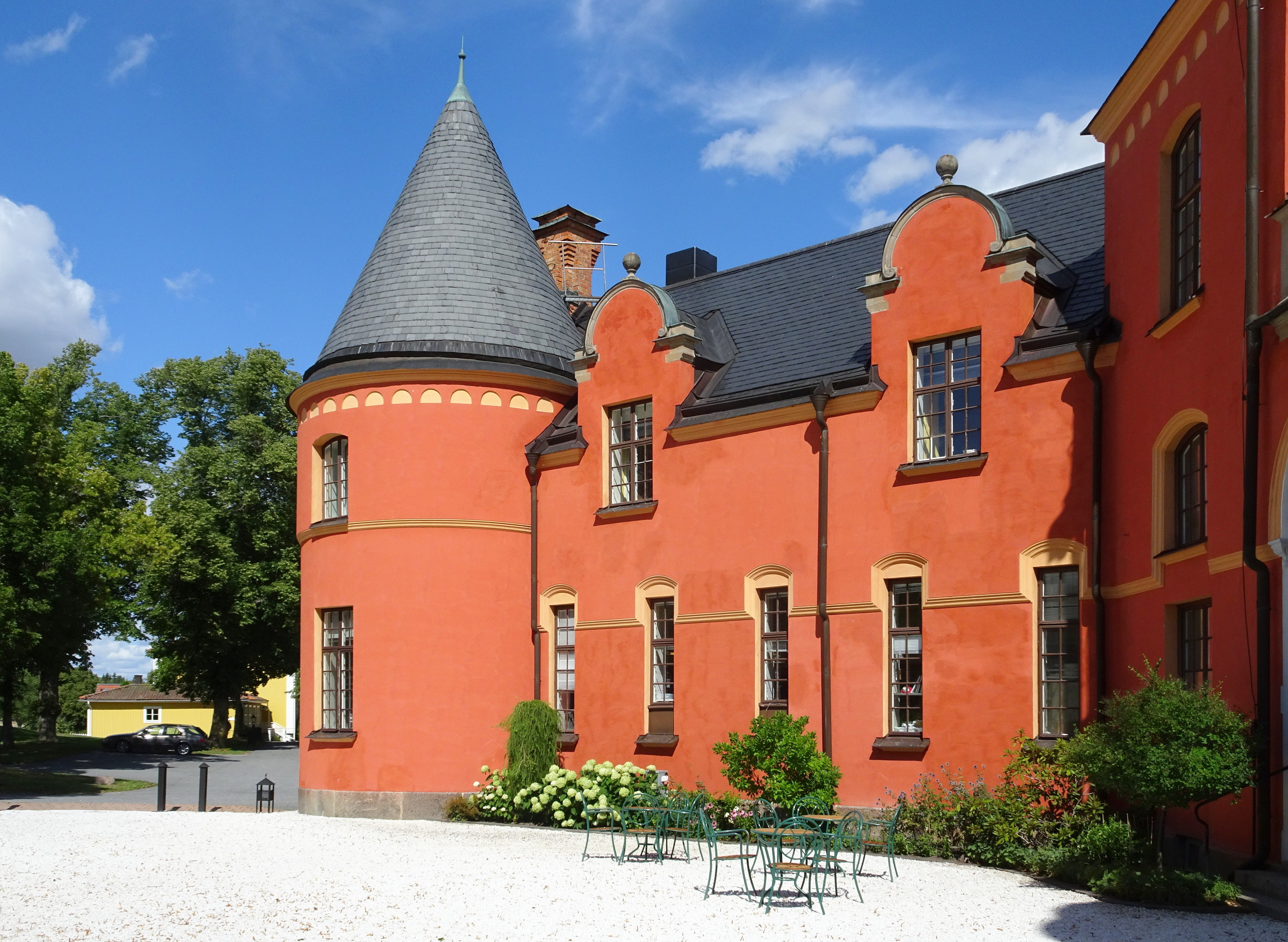
Norra flygeln
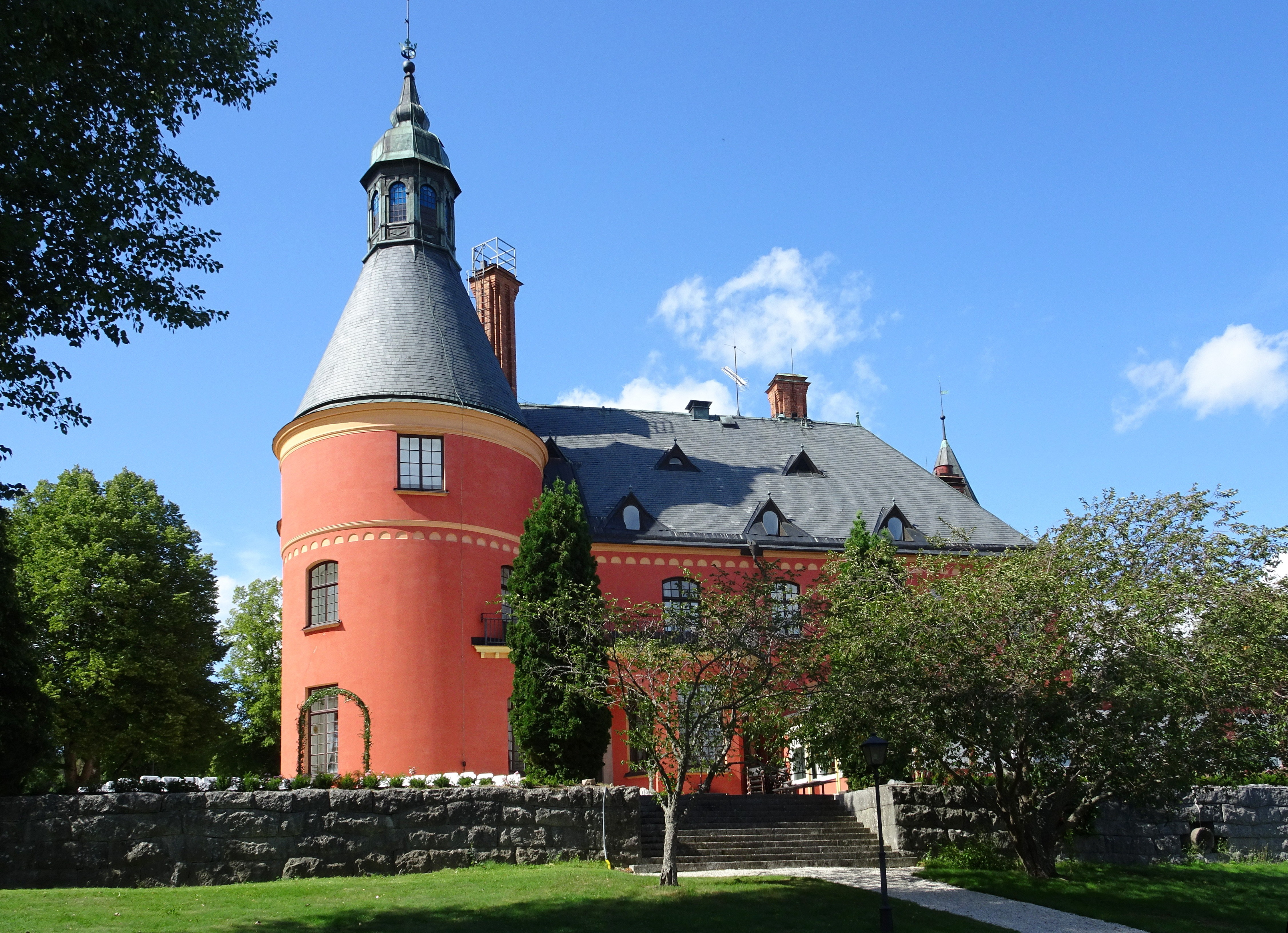
Fasad mot Lejonsjön

Interiör
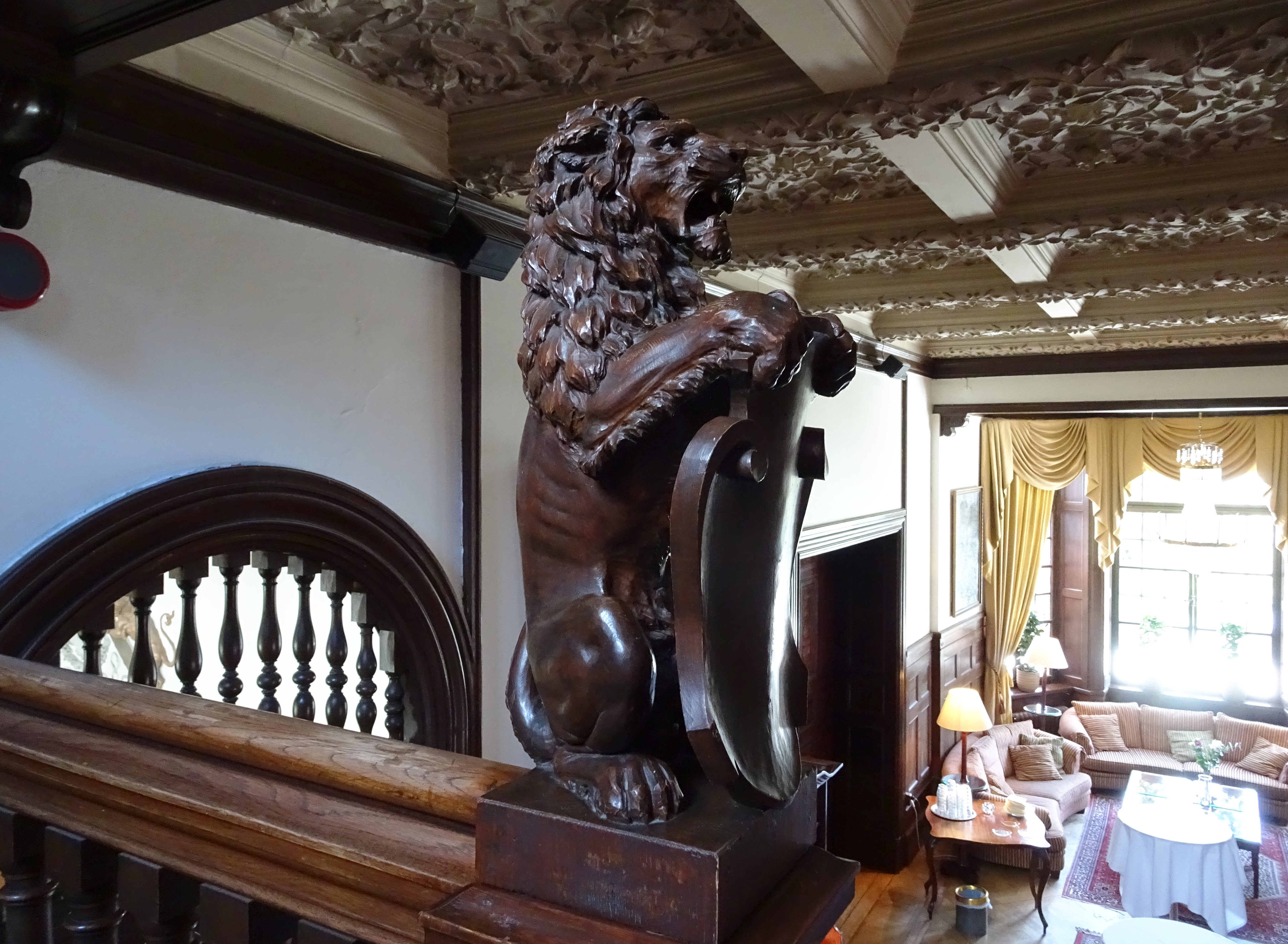
Lejonskulptur i trappan
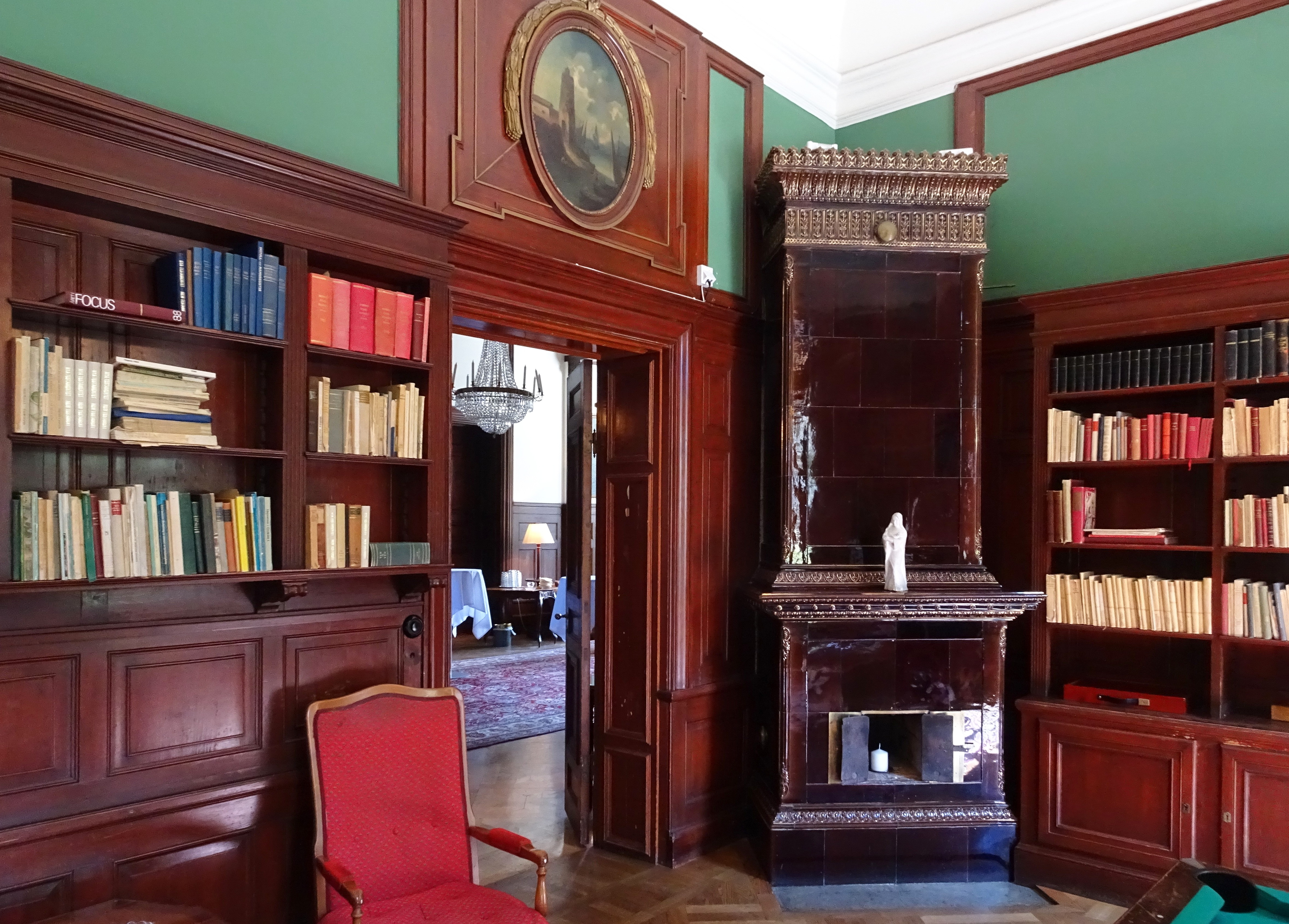
Bibliotek / biljardrummet
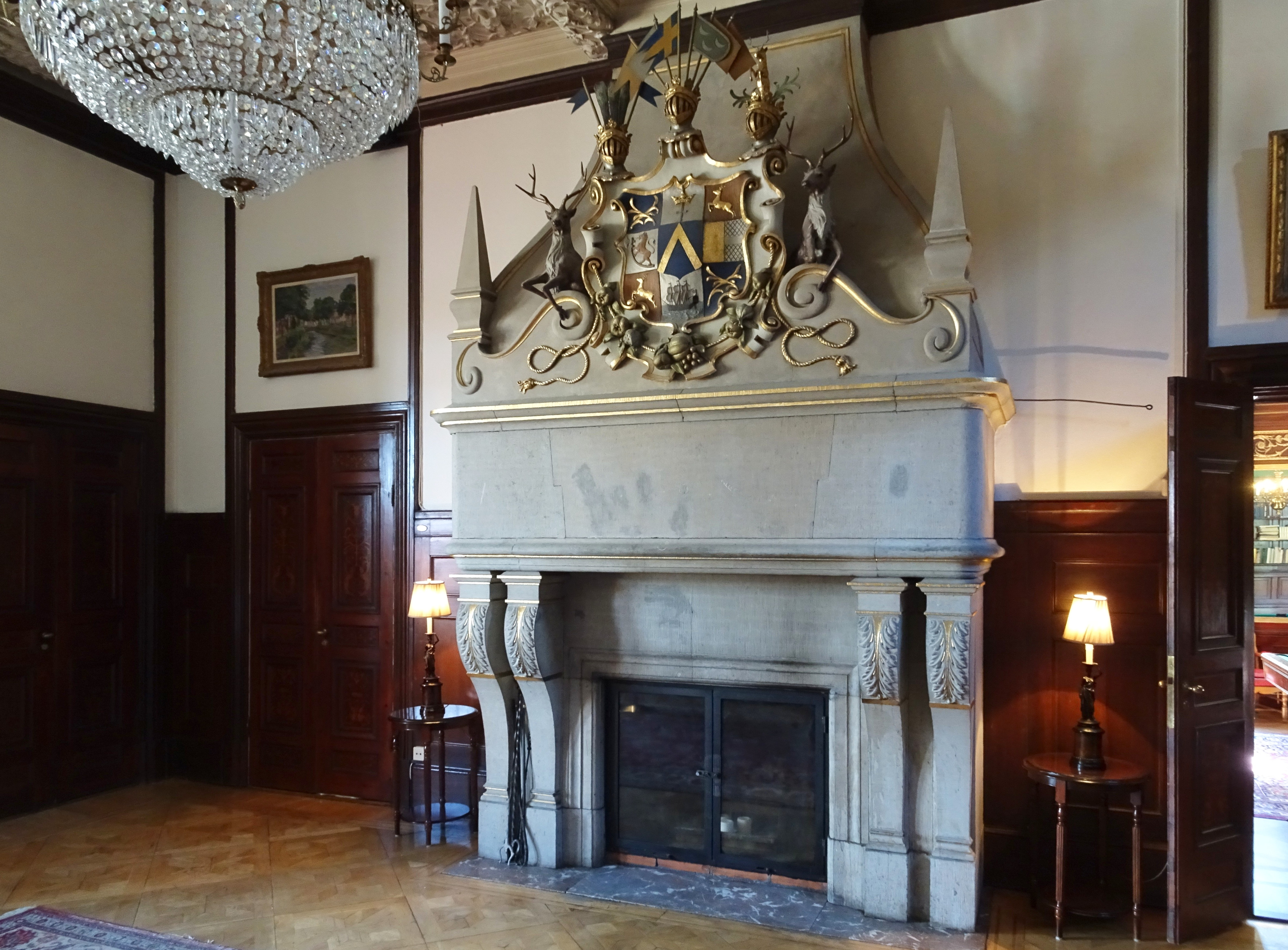
Spisen i Stora salen med Sparres vapensköld
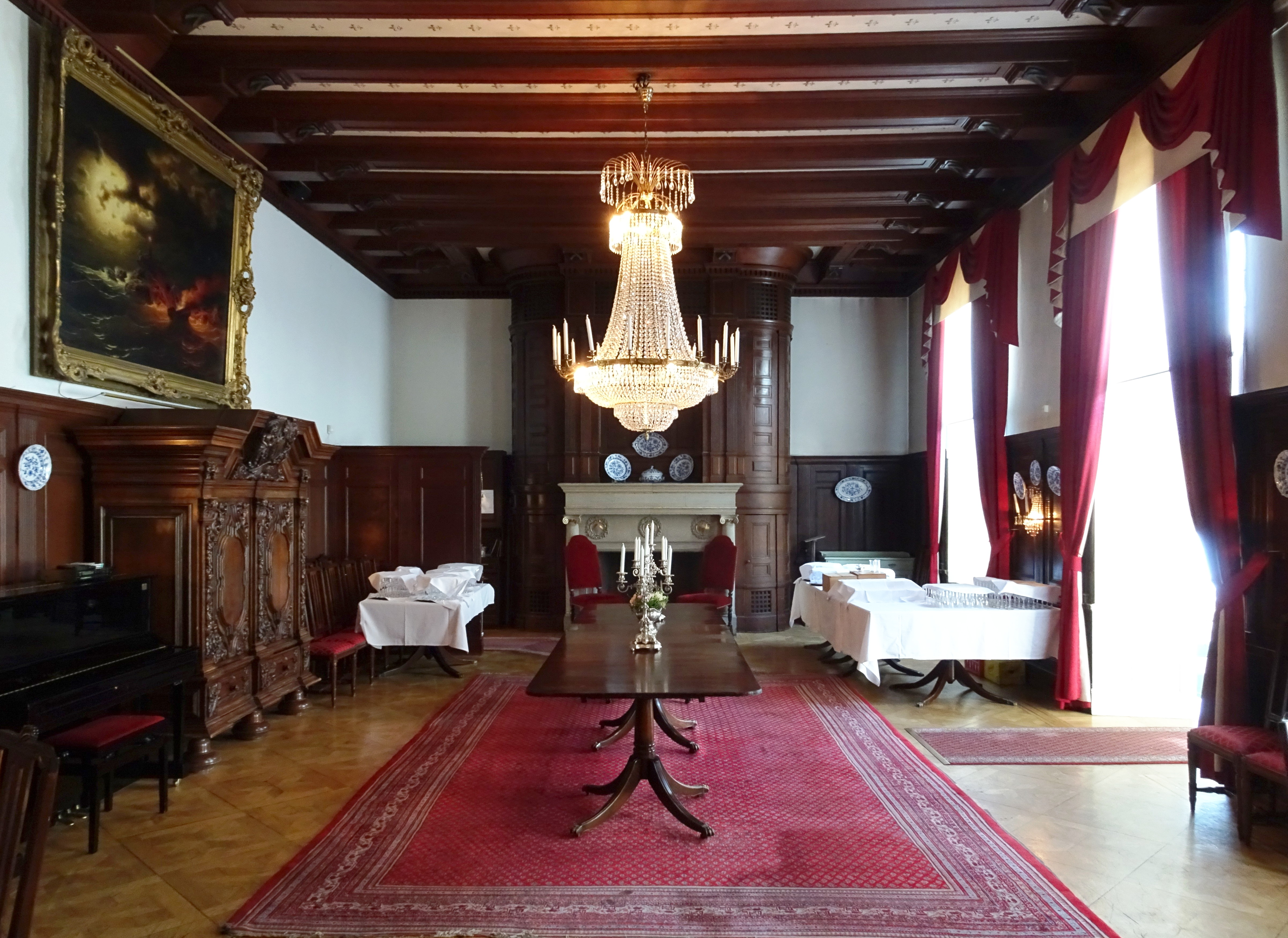
Salen
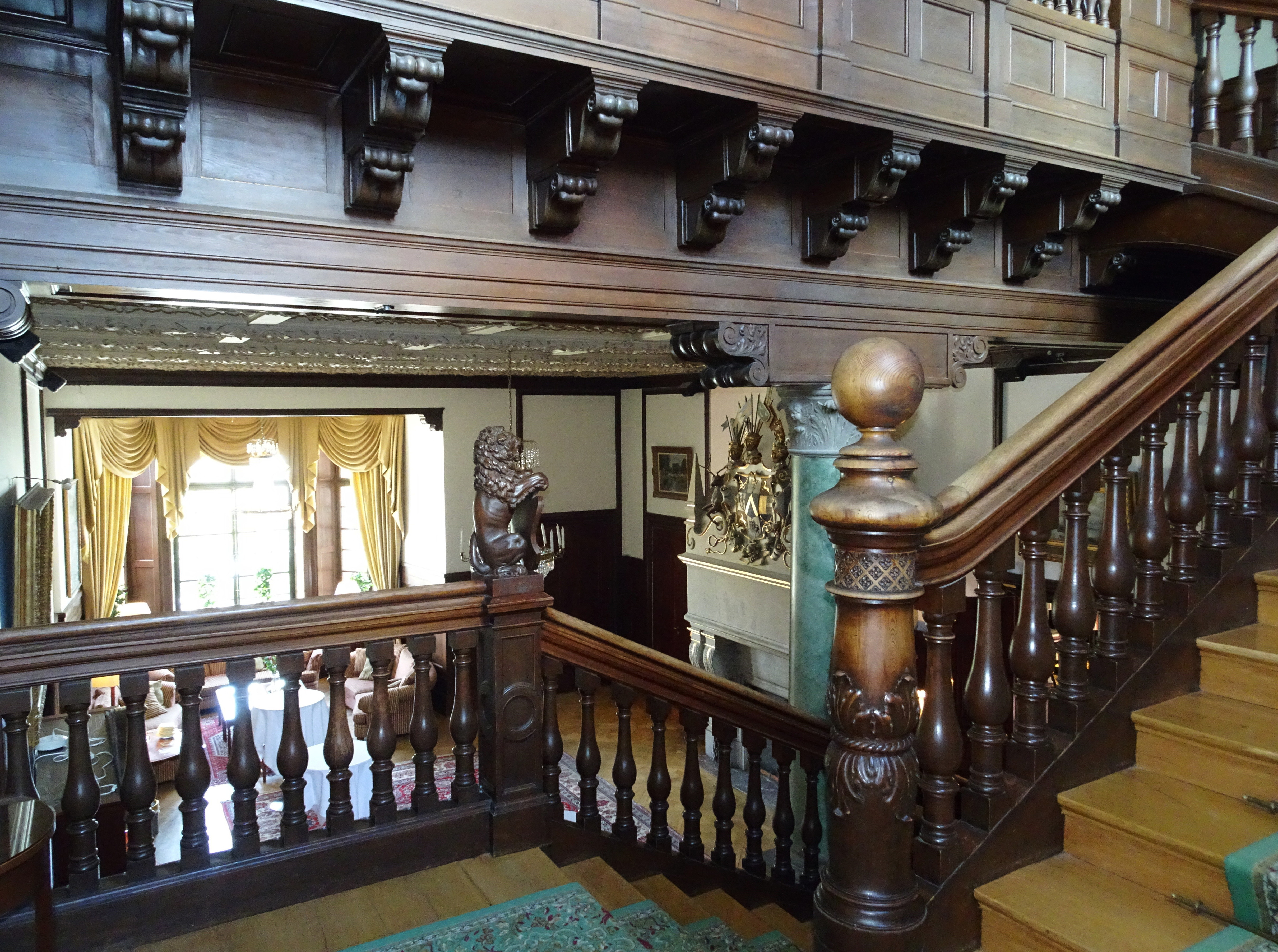
Trappan

Övrigt
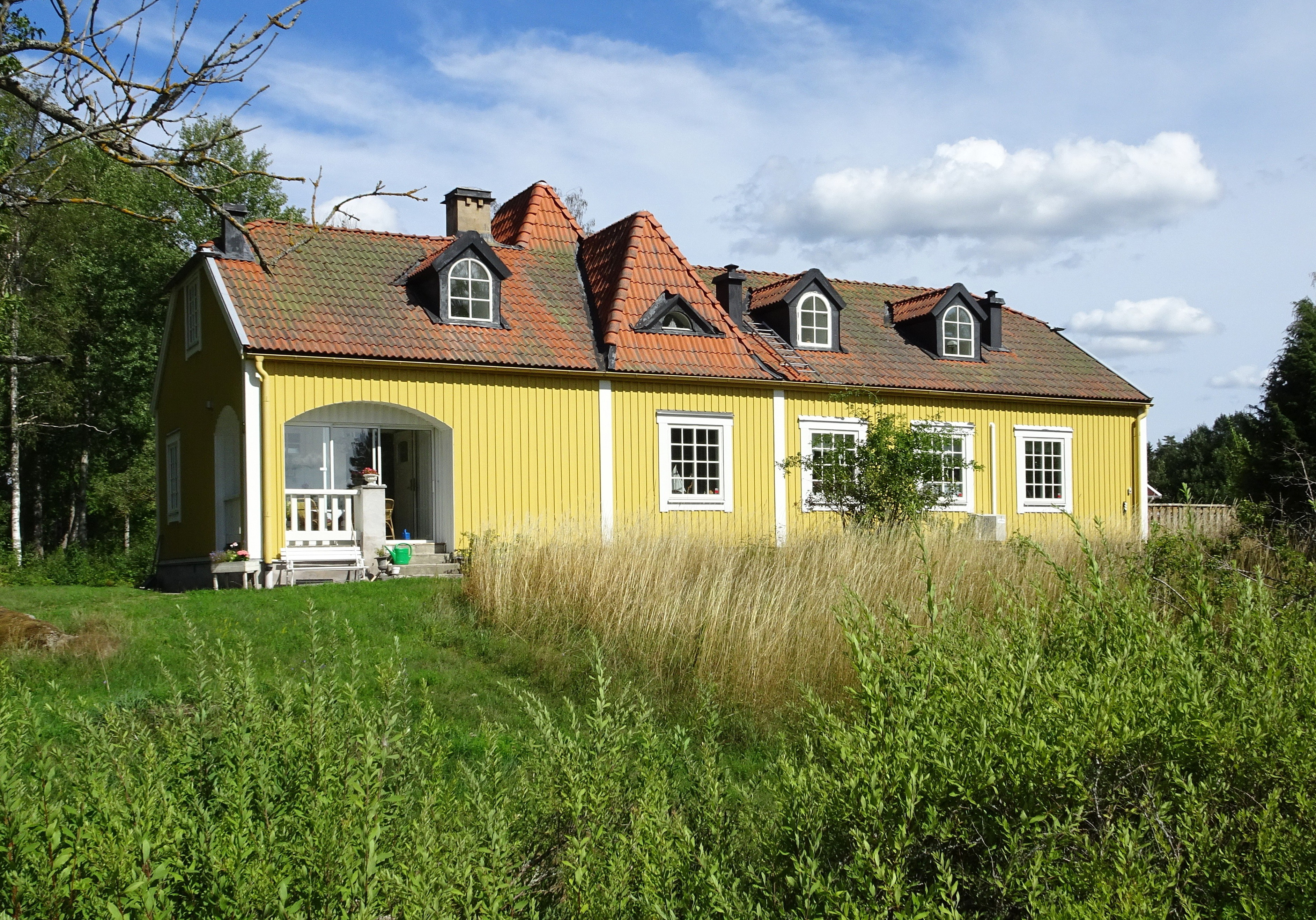
F.d. grindstugan
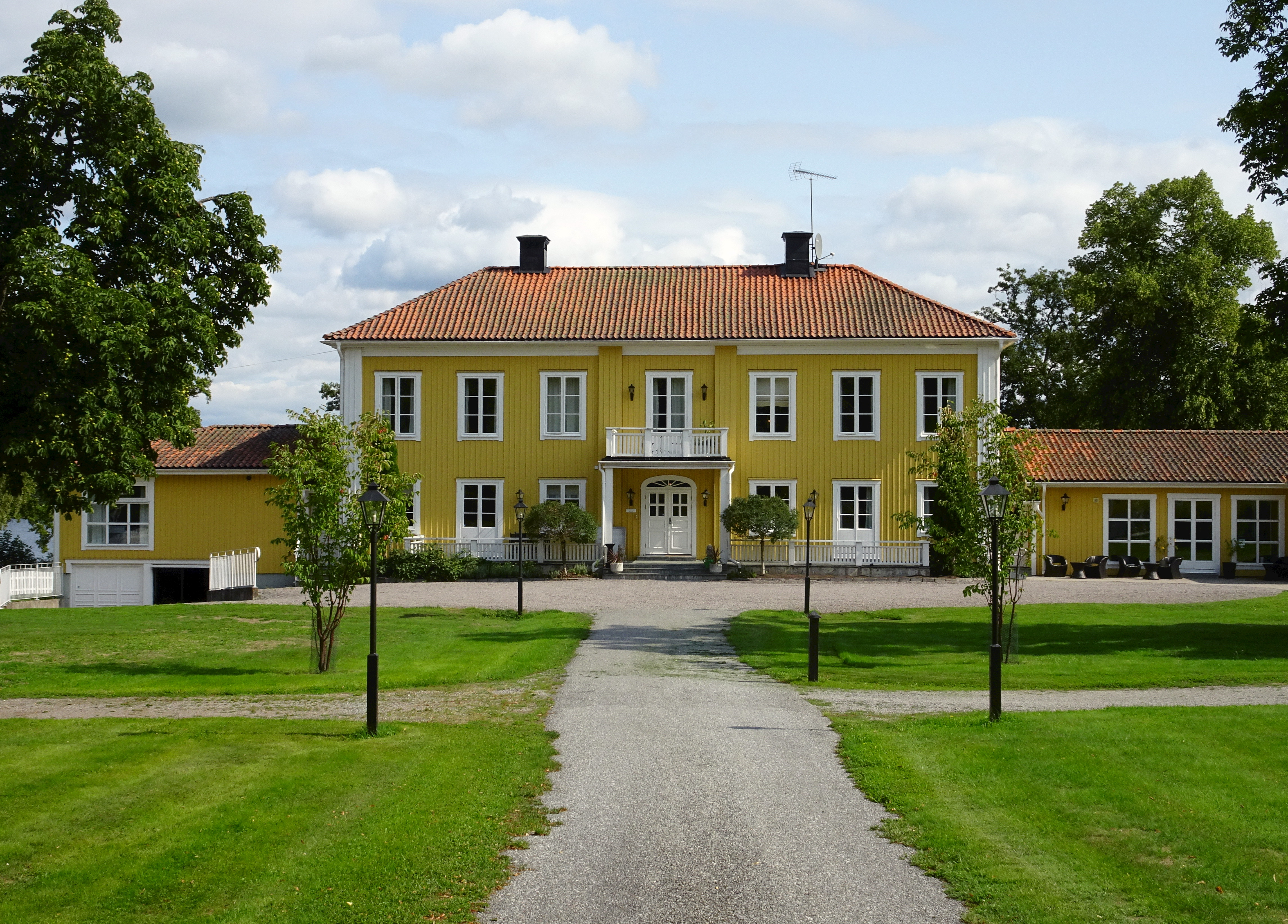
Gamla herrgården
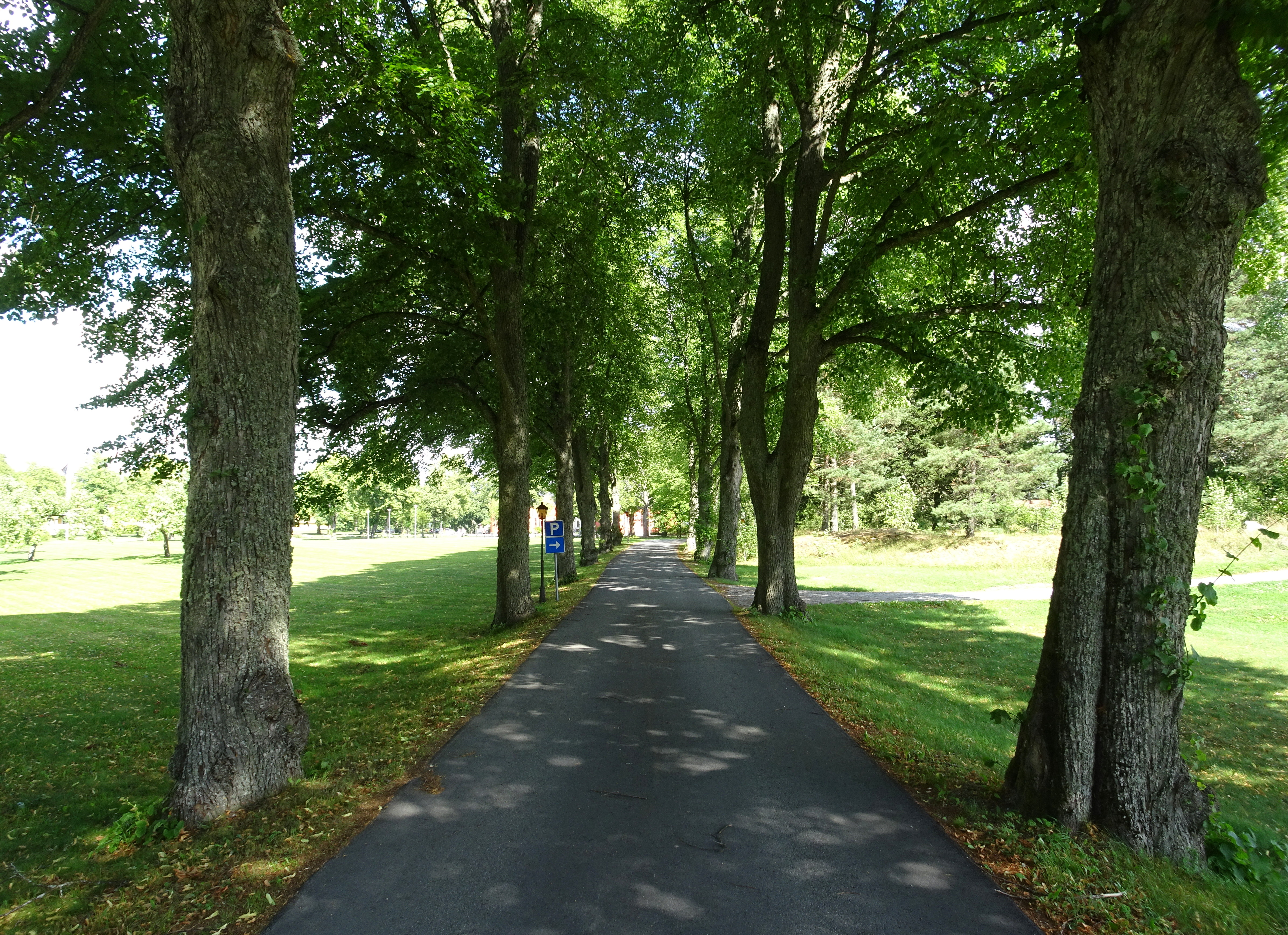
Slottsallén
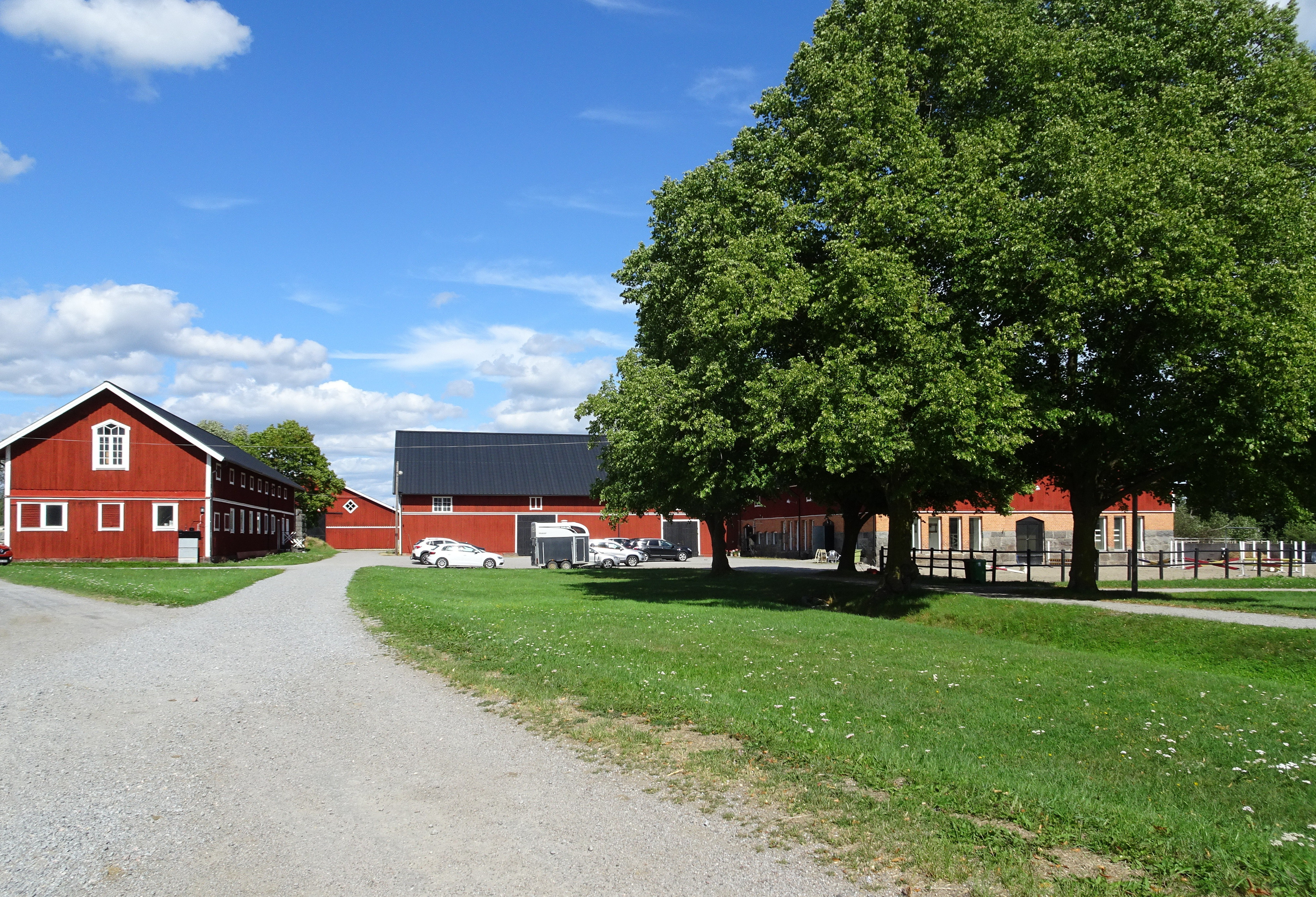
Ekonomibyggnader och stall
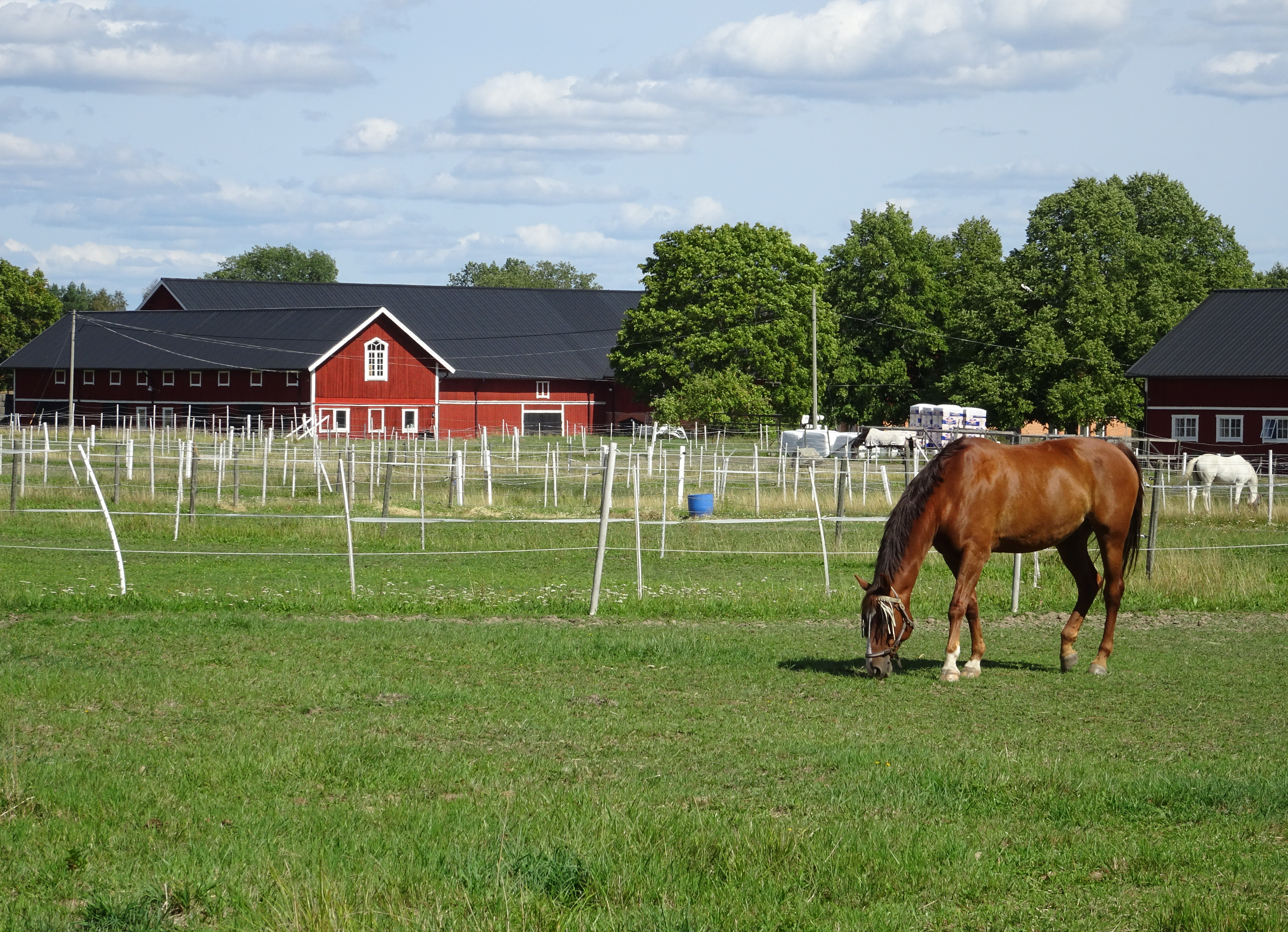
Lejondals Ryttarföreningens hästhagar